# Christian Lindberg

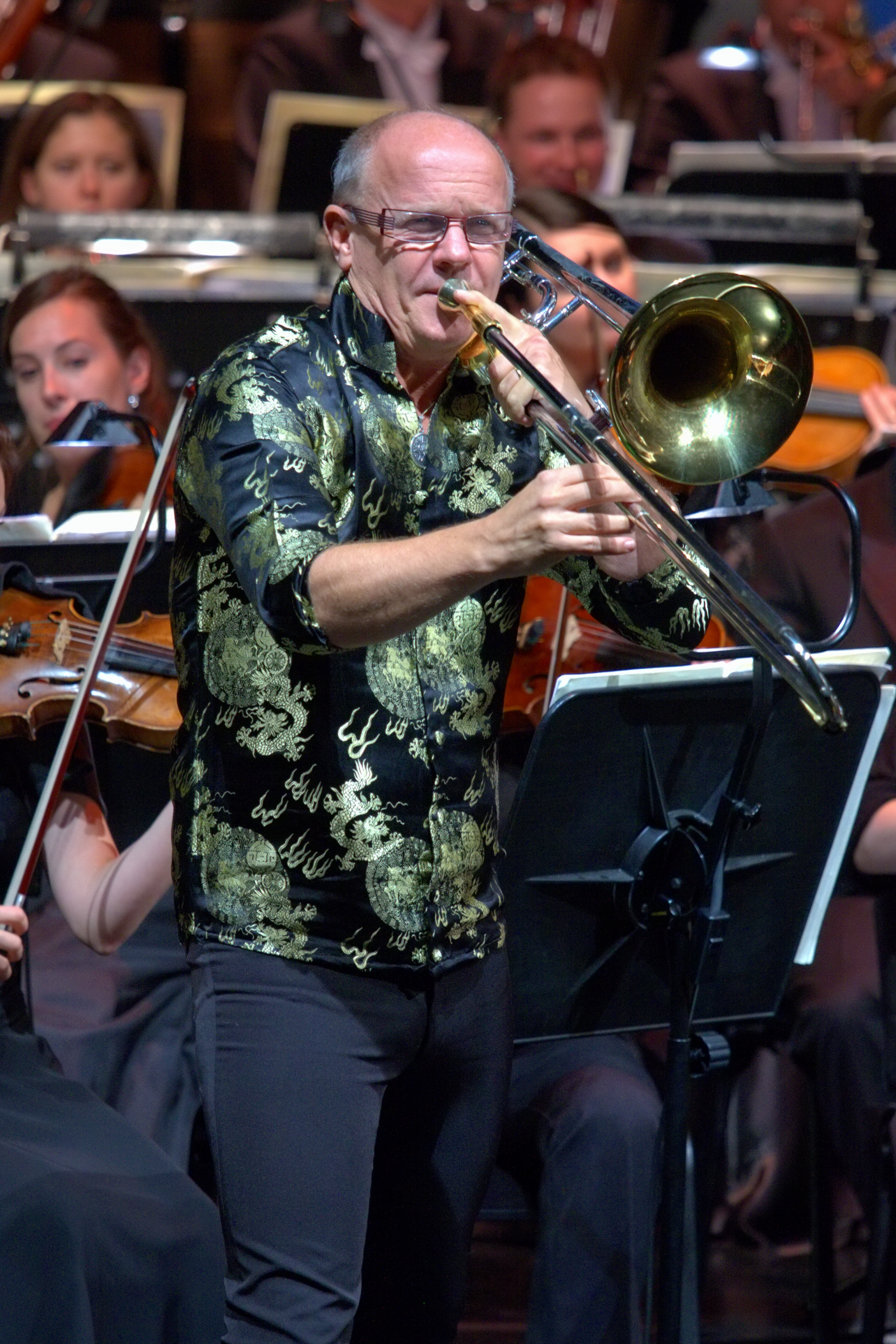
Christian Lindberg beim 15. Last Night of the Proms in Krakau

Christian Lindberg (* 15. Februar 1958 in Danderyd, Schweden) ist ein schwedischer Posaunist, Komponist und Dirigent.

## Leben
Christian Lindberg wuchs in einem künstlerischen Elternhaus auf, da seine Eltern beide Maler waren. Seine Liebe zur Musik wurde im Alter von sechs Jahren durch den Film Help der Beatles entscheidend beeinflusst. Sein Wunsch, in die Fußstapfen Ringo Starrs zu treten, wurde ihm an einer Musikschule verleidet, da er zuerst Militärtrommel spielen lernen sollte.
Im Alter von 17 Jahren begann er, Posaune zu spielen, beeinflusst durch Jack Teagarden. Zwei Jahre später war er Mitglied des Royal Stockholm Opera Orchestra. Mit zwanzig Jahren verließ er dieses Orchester, um in Stockholm, London und Los Angeles zu studieren.
Nach fünfjährigem Studium begann er eine Karriere als hauptberuflicher Soloposaunist und gelegentlicher Komponist und Dirigent. Der Durchbruch kam, als er von der BBC 1991 zum Solisten des Jahres nominiert wurde – neben Yo-Yo Ma und Gidon Kremer. Er selbst sagt, dass es für ihn eine besondere Ehre gewesen sei, als damals noch relativ Unbekannter neben bereits etablierten Solisten solcher Qualität erkannt worden zu sein.
Im Dezember 1999 war er Solist der Uraufführung des Posaunenkonzertes Solo von Luciano Berio mit dem Tonhalle-Orchester Zürich, weitere Aufführungen in Deutschland, den Niederlanden, Dänemark, Schweden, England, Australien und Wien mit namhaften Orchestern folgten. Insgesamt hat er bis heute mehr als 60 CDs eingespielt. Seine Interpretationen zeichnen sich meist durch strenge Werktreue aus, deren Möglichkeit er äußerst virtuos nutzt. Sein Repertoire besteht aus mehr als 100 Stücken, die sich über alle Epochen der neuzeitlichen Musik erstrecken – klassische Posaunenkonzerte, Raritäten und unbekannte Stücke zählen ebenso dazu wie eigene Kompositionen und eigens für ihn geschriebene Werke, wie das Motorbike Concerto von Jan Sandström oder das Konzert von Anders Eliasson. Sein Helicon Wasp wurde 2003 beim internationalen Posaunenfestival in Helsinki uraufgeführt. Lindberg besticht durch technisches Können und sportliches Auftreten, er läuft auch Marathon.
Er war Chefdirigent des Nordischen Kammerorchesters (2004–2011), des Swedish Wind Ensemble (2005–2012) und des Norwegian Arctic Philharmonic Orchestra (2009–2018).
Zusammen mit der Firma C.G. Conn entwickelte er ab 1989 eine eigene Bauweise für das Quartventil und eine eigene  Mundstückreihe.

## Werke

### Werke für Orchester
- 1996/1997 Arabenne Konzert für Posaune und Streicher
- Mandrake in the Corner Konzert für Posaune und Orchester
- Behac Munroh Doppelkonzert für Trompete, Posaune und Orchester
- Helikon Wasp Konzert für dirigierenden Posaunisten und Orchester
- The World of Montuagretta für Flöte und Kammerorchester
- Vivace für Posaune und Orchester

### Werke für Blasorchester
- Konzert für Bläser und Schlagzeug

### Werke für Kammermusik
- Condor Canyon für Posaune und Blechbläserquintett
- ...ty solen är uppe! für Posaune und Männerchor
- Los Bandidos
- Sang Till Lotta für Posaune und Klavier
- Serenade für Posaune und Klavier